# Шмелинг, Макс
Максимилиан Адольф Отто Зигфрид Шмелинг (нем. Maximilian Adolph Otto Siegfried Schmeling), более известный как Макс Шмелинг (нем. Max Schmeling; 28 сентября 1905, Клайн-Лукков, Уккермарк, Германия — 2 февраля 2005, Венцендорф) — немецкий боксёр-профессионал, выступавший в тяжёлой весовой категории. Первый (и до 2007 года единственный) немецкий чемпион мира в супертяжёлом весе (1930—1932).
«Боксёр года» по версии журнала «Ринг» (1930). После завершения боксёрской карьеры несколько лет работал спортивным судьей.

## Профессиональная карьера
12 июня 1930 года в Нью-Йорке, победив американца Джека Шарки ввиду его дисквалификации, стал чемпионом мира. В том же году был назван боксёром года по версии журнала The Ring. 21 июня 1932 года в матч-реванше спорно проиграл тому же Шарки.
В 1933 году Макс Шмелинг в Нью-Йорке потерпел сокрушительное поражение от Макса Бэра, американского боксера еврейского происхождения: в 10-м раунде рефери был вынужден остановить бой. После 1933 года имя Шмелинга, прозванного «Зигфрид», было широко использовано нацистской пропагандой. Он стал олицетворением идеального арийца.

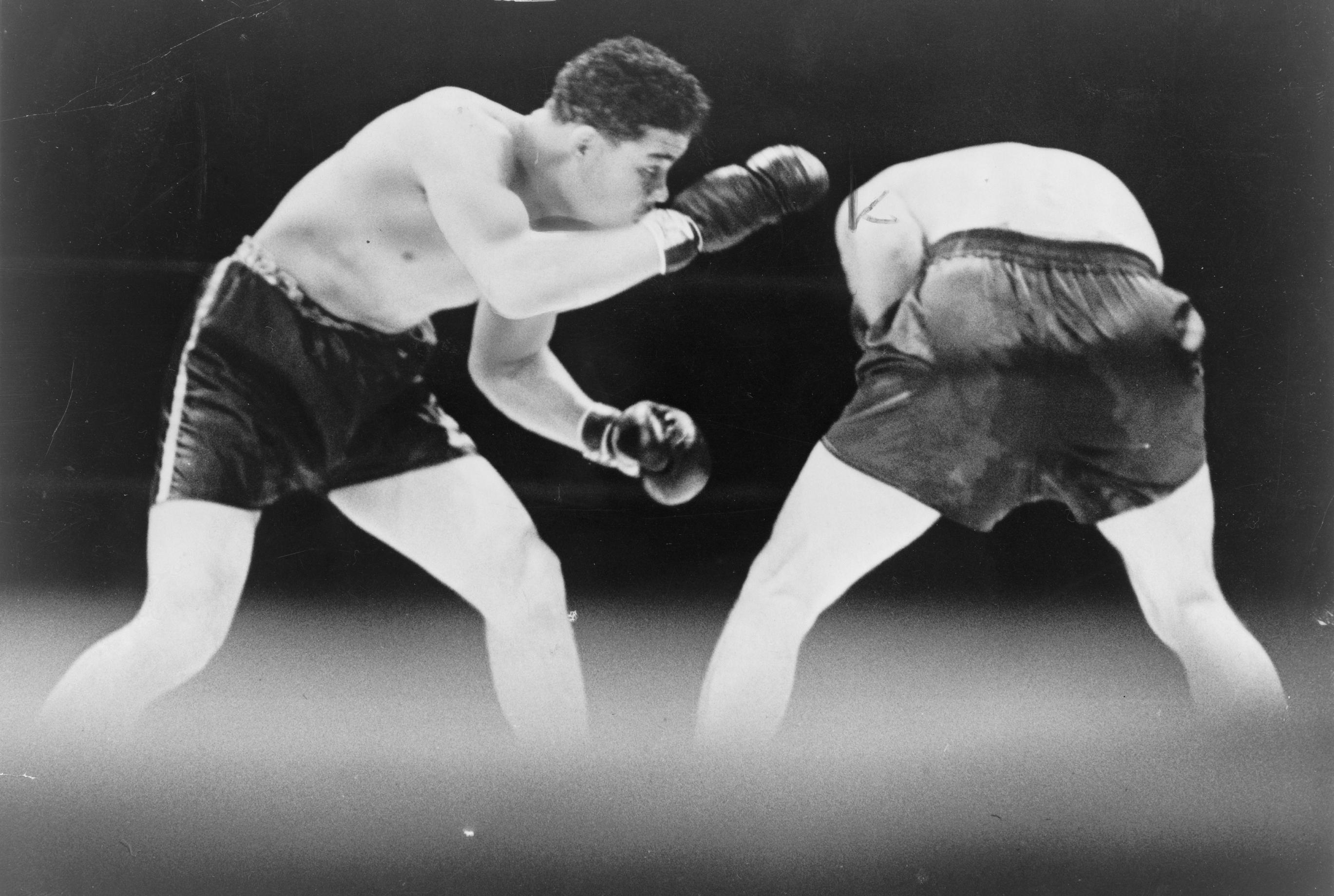
Бой Луис — Шмеллинг, 1936 год

19 июня 1936 года сенсационно победил нокаутом в двенадцатом раунде Джо Луиса. 22 июня 1938 года проиграл Луису в матч-реванше нокаутом в первом раунде.
Об истории боксерского противостояния Шмелинг — Луис было создано несколько документальных фильмов: «Луис против Шмелинга: подлинная история», «Противостояние: Джо Луис против Макса Шмелинга», «Бой».
Всего провёл 70 боёв, из которых выиграл 56.

## После бокса
В 1952 году Макс Шмелинг купил лицензию у компании «Кока-кола» и стал предпринимателем. Фонд его имени, который он основал в 1991 году, поддерживает многие творческие и спортивные объединения. Скончался 2 февраля 2005 года в возрасте 99 лет. Был похоронен на кладбище Святого Андреаса в Холленштедте рядом с могилой его жены — чешской актрисы Анни Ондры, умершей 28 февраля 1987 года.
В 2010 году немецким режиссёром Уве Боллом был снят художественный фильм «Макс Шмелинг: Боец Рейха», основанный на биографии Макса Шмелинга.

## Награды
- Чемпион Германии в лёгком весе (1926).
- Чемпион Европы в лёгком весе (1927).
- Чемпион Германии в тяжёлом весе (1928).
- Чемпион мира в супертяжёлом весе (1930—1932).
- «Боксёр года» по версии журнала «Ринг» (1930).
- Чемпион Европы в тяжёлом весе (1939).
- Нагрудный знак парашютиста люфтваффе
- Железный крест 2-го класса
- В 2005 году Союз немецких спортивных журналистов пожизненно объявил боксера Макса Шмелинга «спортсменом номер один в Германии».
- Почётный гражданин Лос-Анджелеса.
- В 1967 году ему был вручен американский спортивный Оскар.
- Орден «За заслуги перед Федеративной Республикой Германия», командорский крест (1971)

## Исторические факты
- Из 10 боксёров, побеждавших Макса Шмелинга, Шмелинг выиграл у 6.
- Снимался в кино. В 1930 году дебютировал в фильме «Любовь на ринге» с участием Ренаты Мюллер и Ольги Чеховой, где сыграл главную роль.
- В 1939 году добровольцем вступил в парашютные войска вермахта. Участвовал в операции по захвату острова Крит, в ходе которой был тяжело ранен. После окончания войны занимался коммерцией.
- Покинув спорт, Шмелинг сохранял со своими бывшими противниками дружеские отношения. Не стал исключением и его главный оппонент на ринге — Джо Луис. Когда спортивная карьера «коричневого бомбардировщика» закончилась, он не раз оказывался в трудном материальном положении. Шмелинг регулярно помогал своему американскому другу деньгами. А после его смерти оплатил все расходы на похороны.
- В 2002 году был снят американо-немецкий фильм «Джо и Макс» об истории взаимоотношений Луиса и Шмелинга.
- Во время еврейского погрома в Германии 9 ноября 1938 года Макс Шмелинг спас от преследования нацистов в своем доме двух сыновей-подростков (Хайнца и Вернера) своего знакомого Давида Левина. Об этом стало известно лишь в 1989 году после того, как Генри (Хайнц) Левин нарушил данное им Шмелингу слово не рассказывать об этом[4].